# Sokolniki (powiat średzki)
Sokolniki – wieś w Polsce położona w województwie dolnośląskim, w powiecie średzkim, w gminie Udanin.

## Podział administracyjny
W latach 1975–1998 miejscowość należała administracyjnie do województwa legnickiego.

## Historia
W dokumencie z 1217 roku wydanym przez biskupa wrocławskiego Lorenza miejscowość wymieniona jest w zlatynizowanej formie „Socolnici” Nazwę miejscowości w zlatynizowanej staropolskiej formie "Socolnicz" wymienia spisany około 1300 roku średniowieczny łaciński utwór opisujący żywot świętej Jadwigi Vita Sanctae Hedwigis.